# Hnutí za obranu republiky
Hnutí za obranu republiky (anglicky Movement for the Defence of the Republic, francouzsky Mouvement pour la Défense de la République, MDR) je politická strana v Kamerunu. Předsedou strany je Dakolé Daïssala.

## Historie
Během parlamentních voleb v roce 1992 získala MDR v Národním shromáždění šest křesel. V parlamentních volbách v roce 1997 obhájila strana jediný mandát. Ten ztratila během parlamentních voleb v roce 2002. Do Národního shromáždění se vrátila během parlamentních voleb v roce 2013, kdy získala jedno křeslo. V parlamentních volbách v roce 2020 získala dva mandáty.

## Volební výsledky

### Prezidentské volby
| Rok voleb | Stranický kandidát | První kolo | První kolo | Výsledek |
| Rok voleb | Stranický kandidát | Hlasy      | %          | Výsledek |
| --------- | ------------------ | ---------- | ---------- | -------- |
| 1992      | neúčast            | neúčast    | neúčast    | neúčast  |
| 1997      | Samuel Eboua       | 83 506     | 2,44 %     | nezvolen |
| 2004      | neúčast            | neúčast    | neúčast    | neúčast  |
| 2011      | neúčast            | neúčast    | neúčast    | neúčast  |
| 2018      | neúčast            | neúčast    | neúčast    | neúčast  |

### Parlamentní volby
| Rok voleb | Předseda strany | Hlasy  | %      | Získaná křesla | +/- |
| --------- | --------------- | ------ | ------ | -------------- | --- |
| 1992      | Dakolé Daïssala | 87 440 | 4,09 % | 6/180          | ▲6  |
| 1997      | Dakolé Daïssala | 71 762 | 2,48 % | 1/180          | ▼5  |
| 2002      | Dakolé Daïssala |        |        | 0/180          | ▼1  |
| 2007      | Dakolé Daïssala | 47 992 | 1,53 % | 0/180          | -   |
| 2013      | Dakolé Daïssala |        |        | 1/180          | ▲1  |
| 2020      | Dakolé Daïssala |        |        | 2/180          | ▲2  |